# 前金駅
前金駅（ぜんきんえき）は台湾高雄市前金区にある高雄捷運橘線の駅である。
2024年以前の旧駅名は駅西側に存在した高雄市議会に由来する「市議会」で、2011年の市議会移転後は「舊址（Former Site）」の注記が付け加えられていた。本駅は中正四路の地下に位置し、中華三路との交差点と自強一路との交差点の間にある。

## 駅構造
- ホームドア付きの島式ホーム1面2線の地下駅であり、4箇所の出入口がある。

### 駅階層
| 地階    | 出入口                       | 出入口                                     |
| 地下1階 | コンコース階                 | コンコース、案内所、自動券売機、自動改札口 |
| 地下1階 | コンコース階                 | トイレ（駅西側で改札口の外、出口1近く）    |
| 地下2階 | 1番ホーム                    | ←■橘線 哈瑪星方面（塩埕埔駅）              |
| 地下2階 | 島式ホーム，左側のドアが開く |                                            |
| 地下2階 | 2番ホーム                    | →■橘線 美麗島・大寮方面（美麗島駅）        |

### 駅出口
出口1、出口2は駅西端、出口3、出口4は駅東端にあり、出口1にはバリアフリーのエレベーターがある。
- 出口1：高雄市政府教育局（旧高雄市議会）、行政院南部連合サービスセンター（中正四路北側、自強一路交差点）
- 出口2：前金区公所（行政センター）、前金国小（中正四路南側、自強二路交差点）
- 出口3：大同国小、前金区衛生所（中正四路南側、中華三路交差点）
- 出口4：建国国小、六合観光夜市（中正四路北側、中華三路交差点）

## 歴史
- 2008年9月14日 - 橘線が正式に開通した[1]。
- 2008年9月21日 - 開通式典が行われた[2]。
- 2024年4月25日 - 前金駅に改名[3]。

## 利用状況
| 年   | 年間      | 年間      | 年間      | 年間     | 1日平均 | 1日平均 |
| 年   | 乗車      | 下車      | 乗下車計  | 出典     | 乗車    | 乗下車  |
| ---- | --------- | --------- | --------- | -------- | ------- | ------- |
| 2008 | 189,233   | 186,222   | 375,455   | [ 注 1 ] | 1,855   | 3,681   |
| 2009 | 716,776   | 715,549   | 1,432,325 | [ * 2 ]  | 1,964   | 3,924   |
| 2010 | 737,588   | 750,466   | 1,488,054 | [ * 3 ]  | 2,021   | 4,077   |
| 2011 | 856,027   | 892,315   | 1,748,342 | [ * 4 ]  | 2,345   | 4,790   |
| 2012 | 952,310   | 987,466   | 1,939,776 | [ * 4 ]  | 2,602   | 5,300   |
| 2013 | 976,639   | 1,016,202 | 1,992,841 | [ * 4 ]  | 2,676   | 5,460   |
| 2014 | 979,614   | 1,017,866 | 1,997,480 | [ * 4 ]  | 2,684   | 5,473   |
| 2015 | 991,500   | 1,017,838 | 2,009,338 | [ * 4 ]  | 2,716   | 5,505   |
| 2016 | 1,010,842 | 1,029,969 | 2,040,811 | [ * 4 ]  | 2,762   | 5,576   |
| 2017 | 1,046,787 | 1,063,778 | 2,110,565 | [ * 4 ]  | 2,868   | 5,782   |
| 2018 | 1,157,932 | 1,177,874 | 2,335,806 | [ * 4 ]  | 3,172   | 6,399   |
| 2019 | 1,240,154 | 1,258,112 | 2,498,266 | [ * 4 ]  | 3,398   | 6,845   |
| 2020 | 844,341   | 880,794   | 1,725,135 | [ * 4 ]  | 2,307   | 4,713   |

- 統計に関する出典

註釈
1. ↑  9月14日開業後の運営日数は109日だが、統計は有料化開始の9月21日以降102日で算出している[* 1] ）

出典
1. ↑  （繁体字中国語）高雄捷運公司 (2009年1月10日). “高雄都會區大眾捷運系統各站旅運量統計表”.   高雄市政府交通局. p. 頁10. 2019年5月5日閲覧。
2. ↑  （繁体字中国語）“高雄都會區大眾捷運系統各站旅運量統計表 中華民國98年”.   高雄市政府捷運工程局. p. 13 (2009年1月10日). 2019年10月27日閲覧。
3. ↑  （繁体字中国語）“高雄都會區大眾捷運系統各站旅運量統計表 中華民國99年”.   高雄市政府捷運工程局. p. 13. 2019年10月27日閲覧。
4. ↑  （繁体字中国語）“高雄都會區大眾捷運系統各站旅運量-年 依 年, 捷運站別 與 入出站”.   高雄市政府交通局 (2021年3月12日). 2021年3月12日閲覧。 高雄市統計資訊服務網

## 隣の駅
高雄捷運
■橘線
塩埕埔駅 - 前金駅 - 美麗島駅